# Сент-Элмо

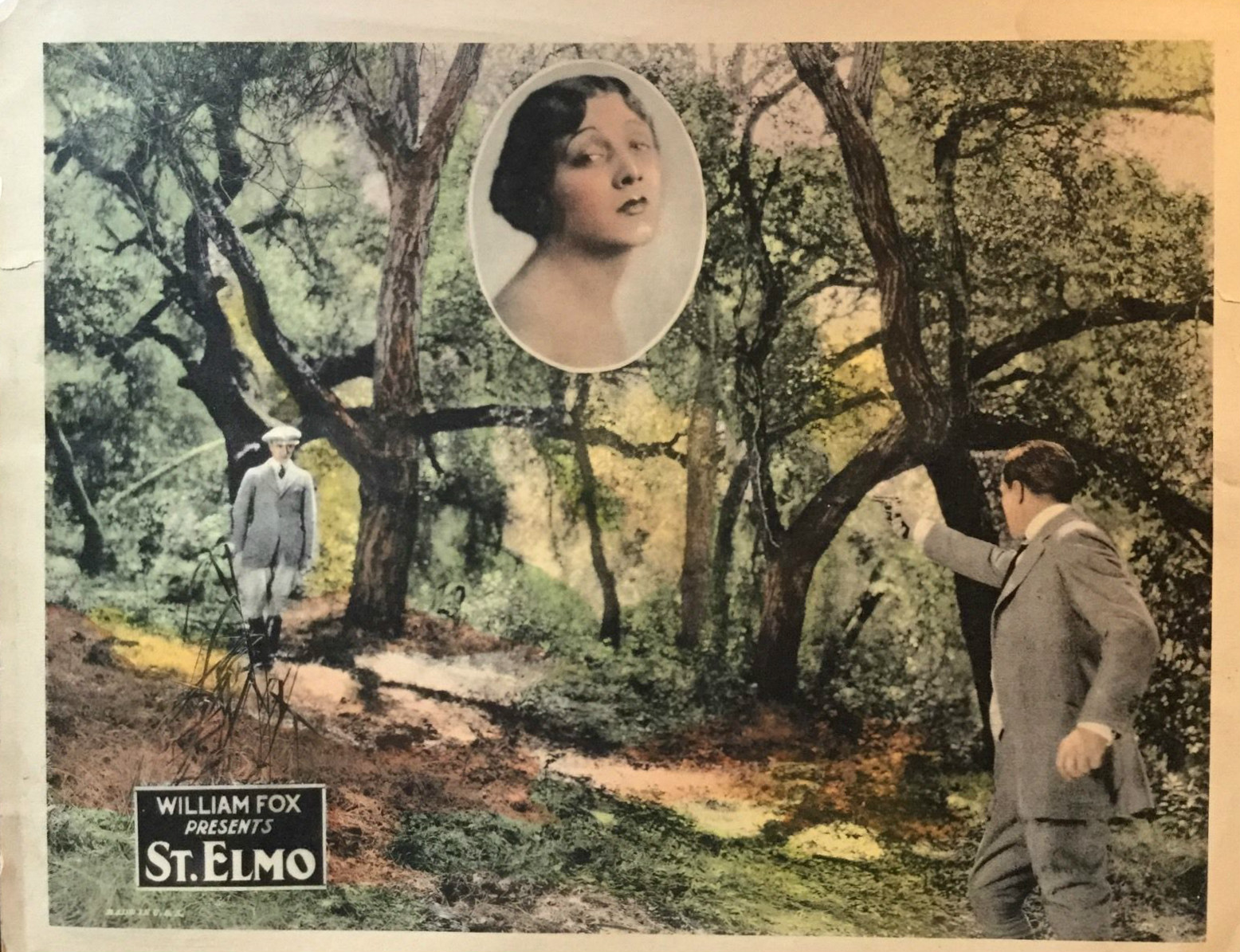
Кадр из фильма

«Сент-Элмо» (англ. St. Elmo) — американский немой чёрно-белый художественный фильм, снятый режиссёром Джеромом Стормом в 1923 году.
Экранизация сентиментального романа писательницы Августы Джейн Эванс.
Премьера фильма состоялась 30 сентября 1923 года. Фильм считается утерянным.

## Сюжет
Сент-Элиот Торнтон, увидев свою невесту Агнес Хант в объятиях своего лучшего друга Мюррея Хаммонда, вызывает того на дуэль, и застрелив бывшего друга, решает отправиться в путешествие по миру в надежде забыть про всех женщин на свете. Вернувшись в родные края, он встречает Эдну, дочь кузнеца, которая живет с родителями. Благодаря влиянию Эдны Торнтон искупает свою провину. В конце концов, Сент-Элмо Торнтон становится уважаемым человеком и женится на Эдне.

## В ролях
- Барбара ла Марр — Агнес Хант
- Джон Гилберт — Сент-Элмо Торнтон
- Бесси Лав — Эдна Эрл
- Уорнер Бакстер — Мюррей Хаммонд
- Лидия Нотт — миссис Торнтон
- Найджел Де Брулир — преподобный Алан Хаммонд